# Nebria complanata
Nebria complanata is een keversoort uit de familie van de loopkevers (Carabidae). De wetenschappelijke naam werd  gepubliceerd door Linnaeus.